# وانغ يوي (لاعب شطرنج)
وانغ يوي Wang Yue (ولد في 31 مارس 1987) لاعب شطرنج صيني يحمل لقب أستاذ كبير.
- أصبح في عام 2004 اللاعب الصيني الثامن عشر الذي يحصل على لقب أستاذ كبير.
- وهو أول لاعب صيني يدخل قائمة أفضل عشر لاعبين في العالم.
- وكان أعلى لاعب صيني في تصنيف إيلو، حيث بلغ 2765 نقطة حتى أغسطس 2015 حيث تجاوزه اللاعب الصيني دينغ لي رن.
- في أكتوبر 2007 أصبح أول لاعب صيني وثالث لاعب آسيوي يتجاوز حاجز 2700 نقطة في تصنيف إيلو.
- في أكتوبر 2008 أصبح المصنف رقم 11 عالمياً.
- وفي يناير 2010 دخل قائمة أفضل عشر لاعبين عالمياً حيث كان المصنف رقم 9، ثم أصبح رقم 8 في مايو 2010 حيث بلغ في تصنيف إيلو 2752 نقطة.

## وصلات خارجية
- وانغ يوي على موقع الاتحاد الدولي للشطرنج (الإنجليزية)
- وانغ يوي على موقع مباريات الشطرنج (الإنجليزية)
- وانغ يوي على موقع 365Chess.com (الإنجليزية)
- وانغ يوي على موقع Chesstempo.com (الإنجليزية)
- وانغ يوي على موقع الاتحاد الأمريكي للشطرنج (الإنجليزية)
- وانغ يوي سجل أولمبياد الشطرنج على موقع OlimpBase.org (الإنجليزية)
- وانغ يوي على موقع اللجنة الأولمبية الصينية (الإنجليزية)